# مرض القلب المناعي الذاتي
مرض القلب المناعي الذاتي (بالإنجليزية: Autoimmune heart disease)‏ يحدث نتيجةً لتأثيرات جهاز الدفاع المناعي في الجسم نفسه حينما يعتقد الجهاز المناعي خطأً أن المستضدات القلبية أجسام غريبة فيهاجمها، مما يؤدِّي إلى التهاب القلب بأكمله، أو أجزاء متفرقة منه. ويُعد داء القلب الروماتزمي أو الحمى الرثوية هو أكثر أشكال أمراض القلب المناعية الذاتية شيوعًا.

## آليات المرض وأسبابه
تلك هي الآليات المعتادة للمناعة الذاتية. تساهم الأجسام المضادة الذاتية أو الخلية اللمفية التائية السمية الذاتية في تدمير الأنسجة. وتساعد الخلايا العدلة وجملة المتممة وعامل نخر الورم ألفا إلخ، في هذه العملية.
فيما يتعلق بأسباب المرض، فإنه يظهر بصورةٍ شائعة لدى الأطفال الذين لديهم تاريخ مرضي للإصابة بالتهاب الحلق بسبب عدوى عقدية. ويشبه ذلك التهاب كبيبات الكلى التالي للعقديات. هنا، تتفاعل الأجسام المضادة للجراثيم مع مستضدات القلب مسببة الالتهاب.
تؤدِّي أضرار الالتهاب إلى الآتي:
- التهاب التامور:، وهنا يلتهب الـتأمور. ويمكن أن يتسبب ذلك في انصباب تأموري مما يؤدي إلى الاندحاس القلبي والوفاة. بعد الشفاء، ربما يحدث تليف والتصاق للتأمور بالقلب مؤديًا إلى انقباض القلب وانخفاض أداء الوظيفة القلبية.
- التهاب العضلة القلبية:؛ وهنا تلتهب الكتلة العضلية للقلب. وتكون الكفاءة الوظيفية للعضلات الملتهبة منخفضة. وربما يكون هذا قاتلاً، إذا تُرِكَ بلا معالجة مثلما هو الحال في التهاب القلب الشامل. وعند الشفاء، سيكون هناك تليف وانخفاض في الكفاءة الوظيفية.
- التهاب الشغاف:، وهنا تلتهب البطانة الداخلية للقلب، بما في ذلك الصمامات القلبية. وربما يتسبب ذلك في تدلي الصمام والتصاق الشرفات المجاورة لهذه الصمامات وانسداد سبيل جريان الدم عبر الـقلب مسببًا أمراضًا تُسمَّى بتضيق صمامي.

## مظاهر سريرية خاصة
تعتمد هذه المظاهر على مقدار الـالتهاب. ويتم تناول ذلك باستفاضة كلٌ في المقال الخاص به.
المظاهر *الحادة: قصور القلب والانصباب التأموري؛ إلخ.
المظاهر *المزمنة: أمراض الصمامات كما ذُكِر أعلاه والنِتاج القلبي المنخفض وعدم تحمل التمرين.

## العلاج
العناية القلبية المكثفة والعوامل كابتة المناعة بما في ذلك الكورتيكوستيرويدات التي تساعد في مرحلة المرض الشديد. ويكون هناك خيارات مختلفة للسيطرة على الضعف وللعناية الداعمة بالمرحلة المزمنة.